# Восточноберберские языки
Восточнобербе́рские языки́ (восто́чные бербе́ро-ливи́йские языки́) — восточная группа берберо-ливийских языков. Основная территория распространения — оазисы в пустынях Ливии и Египта, небольшие группы носителей языка гхадамес (гадамес) также населяют приграничные с Ливией районы Алжира и Туниса. Численность носителей восточноберберских языков — около 50 тыс. чел. Восточноберберские языки представляют собой «островки» среди арабских диалектов, число их носителей постоянно сокращается. Большинство из восточноберберских языков бесписьменны.

## Классификация
Существует несколько классификаций берберо-ливийских языков, предложенных разными исследователями, в каждой из них состав языков восточноберберской ветви является различным. В ряде классификаций восточноберберские языки разделяются на две группы, состав которых также в разных классификациях неодинаков.
В классификации, опубликованной в справочнике языков «Ethnologue», восточноберберская ветвь включает три языка — ауджила, сокна и сиуа (сива), они разделяются на две группы:
- группа ауджила-сокна, включающая языки ауджила и сокна.
- группа сиуа, представленная одним языком сиуа.

Гхадамес в справочнике «Ethnologue» отнесён к восточнозенетской подгруппе зенетской группы берберских языков.
Согласно классификации, составленной британским лингвистом Роджером Бленчем (Roger Blench), в состав восточноберберской группы включаются шесть языков, помимо отмеченных в «Ethnologue» сиуа, ауджила и сокна, в группу входят также гхадамес, зург (курфа) и феццан (в составе языка феццан выделяются диалекты фоджаха и тмесса).
Голландский лингвист М. Коссманн (Maarten Kossmann) относит к восточноберберским пять языков — гхадамес, ауджила, нефуса, сокна и сиуа, они делятся на две группы, в первую входят гхадамес и ауджила, во вторую — сокна, сиуа и нефуса (без диалекта зуара и тунисских диалектов).
В классификации, представленной в работе «Сравнительно-историческое языкознание» (С. А. Бурлак и С. А. Старостин), приводится пять восточноберберских языков: сиуа (сива), ауджила, фоджаха, гхадамес и сокна.
Те же пять языков приводятся в классификации берберских языков в статье «Восточные берберо-ливийские языки» А. Ю. Айхенвальд, опубликованной в лингвистическом энциклопедическом словаре, кроме того в этой статье отмечается особое положение диалектов нефуса, относимых по классификации к зенетским языкам, но по морфологии близких восточноберберским языкам.

## Ареал и численность

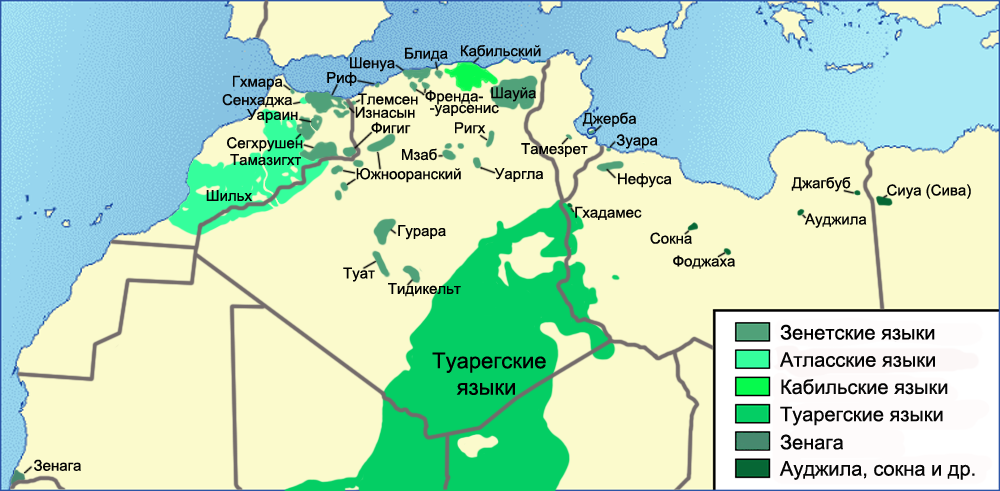
Языки восточноберберской ветви на карте берберских языков

Носители восточноберберских языков населяют оазисы в пустынных районах Ливии и Египта. Наиболее крупным по числу носителей является язык сиуа (30 тыс. чел. (2006) по данным «Ethnologue» или 15 тыс. чел. (2008) по данным «Атласа исчезающих языков мира» ЮНЕСКО, оазисы Сива и Кара в Египте в 50 км от границы с Ливией). В Ливии на восточноберберских языках говорят: ауджила (3 тыс. чел. (2000), оазис Джалу в Ливийской пустыне), сокна (5,6 тыс. чел. (2006), оазис Эль-Джофра), фоджаха (оазис в Феццане, данных о численности носителей нет, возможно, язык является вымершим), гхадамес (10 тыс. чел. (2006) в Ливии, оазис Гадамес, небольшие группы берберов, говорящие на гхадамес, живут также в приграничных с Ливией районах Алжира и Туниса, общая численность — 12 тыс. чел. (2006)).

## Лингвистическая характеристика
Лингвистические особенности восточноберберских языков:
1. По числу гласных фонем восточноберберские языки сравнимы с туарегскими языками и превосходят северноберберские. Так, например, система вокализма языка гхадамес включает следующие фонемы: a, i, u, ä, ә, e, o.
2. Отсутствие спирантизованных дентальных смычных согласных, оглушение в негеминированной позиции в языке сиуа.
3. Наличие билабиальной спирантизованной фонемы, соответствующей в ряде случаев туарегскому h в ауджила и гхадамес.
4. Категория определённости прилагательных, выражаемая префиксом -a в ауджила.
5. Локативные формы существительных с показателем -i-, данная архаичная черта сохраняется в ауджила и гхадамес.
6. Отсутствие «отрицательного» перфектива.
7. Отсутствие у имени категории статуса.
8. Заимствование из арабского языка отрицательных частиц или употребление частиц вторичного образования.
9. Заимствование из арабского языка подчинительных союзов.
10. Сохранение полной парадигмы спряжения глагола состояния в ауджила.
11. Передача пассивного значения показателем m-, непродуктивность пассивной породы с показателем tu- в большинстве языков.
12. Наличие особого синтетического пассива с показателем -i- в сиуа и ауджила.
13. Отсутствие изменения релятивных форм глагола.
14. Употребление частицы d для оформления некоторых типов именных предложений.
15. Порядок слов преимущественно VSO, в фоджаха и сиуа — SVO.
16. Большое число лексических заимствований из арабского языка, в восточноберберских языках Ливии — также из итальянского.